# 비치 하우스
비치 하우스 (Beach House)는 2004년 미국 메릴랜드주 볼티모어에서 결성된 드림 팝 듀오이다. 보컬리스트안 빅토리아 르그랑과 기타리스트/키보디스트, 백업 보컬을 맡는 알렉스 스컬리로 구성되어 있다.
2006년 첫 정규 음반 Beach House를 발매한 뒤 현재까지 Devotion (2008), Teen Dream (2010), Bloom (2012), Depression Cherry (2015), Thank Your Lucky Stars (2015), 7 (2018), Once Twice Melody (2022) 총 8개의 정규 음반을 발매했으며, 모든 정규 음반들이 평단에서 호평을 받은 바 있다.

## 음반 목록
정규 음반
- Beach House (2006)
- Devotion (2008)
- Teen Dream (2010)
- Bloom (2012)
- Depression Cherry (2015)
- Thank Your Lucky Stars (2015)
- 7 (2018)
- Once Twice Melody (2022)

## 수상 및 노미네이션

### 스웨덴 GAFFA 어워드
| 연도 | 후보 | 수상 부문          | 결과 | Ref.  |
| ---- | ---- | ------------------ | ---- | ----- |
| 2019 | 7    | Best Foreign Album | 후보 | [ 1 ] |